# Tarvasjoki
Tarvasjoki est une ancienne petite municipalité du sud-ouest de la Finlande, dans la province de Finlande occidentale et la région de Finlande du Sud-Ouest. Elle a fusionné avec Lieto en 2015.

## Histoire
La première mention du lieu date de 1316. Jusqu'en 1909, elle était connue sous le nom d'Eura ou Eura kappeli mais a changé son nom en raison de l'existence d'une autre commune du nom d'Eura.

## Géographie
La municipalité de Tarvasjoki a 1 971 habitants (31 août 2012) pour une superficie de 102,41 km2 dont 0,45 km2 d'eau douce.
La commune, bien que petite, est formée par pas moins de 22 villages. La rivière Paimionjoki traverse la commune, et l'agriculture reste le principal moteur de l'économie locale. Le centre administratif, dont le principal monument est une église datant de 1779, est contourné par la route nationale 10 venue de la capitale provinciale Turku (34 km) et continuant vers Hämeenlinna.
Les communes voisines sont Aura à l'ouest, Pöytyä au nord, Marttila à l'est, Paimio au sud et Lieto au sud-ouest.